# SAC
Служба гражданского действия (фр. Service d'action civique), известна под аббревиатурой SAC — французская правая политическая организация и парамилитарное формирование, силовая структура голлистского движения. Создана на основе службы порядка партии RPF. Объединяла активных сторонников президента Шарля де Голля. Стояла на позициях правого голлизма, консервативного республиканства, французского национализма, непримиримого антикоммунизма. Координировала охранные службы голлистских партий и голлистские общественные организации. Совершала силовые акции против компартии и левой оппозиции. Считалась «параллельной полицией», имела разветвлённые связи в правоохранительных органах, спецслужбах и криминальных структурах. Распущена президентом-социалистом Франсуа Миттераном после орьольской резни. Руководящие посты занимали Пьер Дебизе и Поль Комити, основателем и закулисным руководителем являлся Жак Фоккар.

## Голлистская служба порядка

### Создание
Военизированные подразделения политических партий — давняя традиция французской политики. Первые послевоенные годы знаменовались высоким уровнем политического насилия. Главными антагонистами являлись Французская коммунистическая партия (ФКП) и правая консервативная партия Шарля де Голля Объединение французского народа (RPF). В 1947 RPF сформировала свою службу порядка — SO. Главные задачи SO состояли в личной охране де Голля, контроле над уличной ситуацией, силовом противостоянии с боевиками ФКП и других левых группировок.
Первоначально силовая структура RPF уступала ФКП. Весной-осенью 1947 коммунисты сорвали несколько голлистских митингов. Первый руководитель SO молодой артиллерист Рене Серре отмечал жестокость схваток и называл их «кулачным крестовым походом». Его преемник коммерсант Альфред Самбон не добился больших успехов. Но уже весной 1948 систему силового отпора успешно переформировал на военизированной основе Доминик Поншардье.
Кадры SO RPF комплектовались в основном из ветеранов голлистского Сопротивления. Это были убеждённые правые республиканцы, национал-патриоты, непримиримые антикоммунисты. Руководящие посты в SO занимали близкие соратники де Голля. Жильбер Рено, известный как Полковник Реми возглавлял в годы оккупации несколько подпольных сетей. Доминик Поншардье работал в спецслужбе Сопротивления DGER. Пьер Дебизе был сотрудником разведки Сопротивления BCRA, Поль Комити — военным моряком Сражающейся Франции. Основным закулисным руководителем являлся влиятельный «барон голлизма» Жак Фоккар — подполковник FFL, руководитель подпольной сети Сопротивления в департаменте Орн, один из создателей спецслужбы SDECE и разведывательного сообщества Франции. По партийной линии SO курировали адъютант генерала де Голля Клод Ги и ведущий идеолог голлизма Андре Мальро. Тесно взаимодействовал с SO генеральный секретарь RFP и член французского правительства Жак Сустель.
Сотрудники SO имели серьёзный военный опыт, обладали высоким уровнем оперативной и боевой подготовки. Они отличались фанатичной верностью Шарлю де Голлю. Личные охранники с гордостью именовали себя «гориллами Генерала». Фоккар гарантировал де Голлю, что любой телохранитель из SO закроет собой от гранаты (что не обязательно сделает обычный полицейский). Главной мотивацией являлась идейная и личная преданность. Внесшие большой вклад в освобождение Франции, эти люди были уверены в своих особых правах и ставили себя над формальным законом. Тому способствовали и политические нравы нестабильной Четвёртой республики. Левых и прежде всего коммунистов считали врагами Франции, советской агентурой; борьбу с ними рассматривали как продолжение недавней войны против оккупантов.

### Активность
Общая численность SO доходила до 8 тысяч, постоянное ядро составляли около 3 тысяч сотрудников. SO охраняла митинги, демонстрации, иные публичные мероприятия RPF, особенно с участием де Голля. Была организована силовая защита агитаторов, расклейщиков плакатов и листовок. Ношение боевого оружия формально запрещалось уставом, однако часто практиковалось в реальности. Ещё чаще использовались дубинки и кастеты. Боевики проходили курс тренировок, обучались боевым искусствам. При наборе в SO предпочтение отдавалась бывшим военнослужащим парашютно-десантных войск и спортсменам-боксёрам.
Полковник Реми выделил в SO особое подразделение Auto-Défense — Самооборона — формирование боевиков, заведомо ориентированных на ответное внеправовое насилие. Ветераны военной разведки сформировали разветвлённые системы сбора информации о политических противниках. Специфическое положение сложилось в Марселе, где RPF, подобно ФКП и СФИО, установила связи с криминальными структурами. Деятельность марсельской SO расценивалась как следование «традициям сабианства».
Регулярно происходили уличные столкновения с коммунистами. На протяжении 1947—1948 в Париже, Лионе, Реймсе, Гренобле, Эперне, городах Прованса, Лангедока, Французского Алжира отмечались массовые драки на митингах, применялось холодное и огнестрельное оружие, случались смертельные исходы. Особый резонанс получили события в Лонгви 26 июля 1948: сотрудники SO смогли одолеть коммунистических боевиков на территории, считавшейся «вотчиной ФКП».
К началу 1950-х напряжённость пошла на спад. Опасность прихода ФКП к власти в целом была снята. RPF пережила несколько расколов и в 1955 распустилась. Однако «преторианцы де Голля» сохраняли прочную корпоративно-политическую спайку.

## Переходный период
Де-факто SO продолжала существовать и после роспуска RPF. В окружении генерала де Голля силовые группы курировал Жак Фоккар, оперативное руководство осуществляли два десятка активистов во главе с Пьером Дебизе, Полем Комити, Шарлем Паскуа. Боевики голлистской SO подозревались в нападении на редакцию L’Humanité — в порядке солидарности с антикоммунистическим Венгерским восстанием. Силовые группы ФКП оказались в положении обороняющихся.
Острый политический кризис, связанный с Алжирской войной, привёл к падению парламентской Четвёртой республики. Положение во Франции вновь резко обострилось, произошёл очередной всплеск уличного насилия. Этапным событием стало выступление де Голля на парижской площади Республики 2 сентября 1958: Активисты ФКП попытались сорвать выступление генерала, но были жёстко блокированы голлистами.
Почти месяц перед конституционным референдумом по французским городам прокатывались ожесточённые столкновения: до девяноста массовых уличных драк, несколько обстрелов, взрывов и поджогов, в Тулузе был убит голлист Морис Катала. Боевики SO полностью восстановили прежнюю организацию, вооружились дубинками, кастетами, пистолетами и дробовиками (пистолет-пулемёты были скорее исключением), имели подобие униформы, отмеченной лотарингским крестом. Коммунистическая пропаганда называла голлистов «фашистскими головорезами», голлисты отвечали обвинениями в сталинизме и обещали «отомстить за Будапешт». Отношения голлистов с уходящими властями были довольно сложными, регулярно случались конфликты с полицией.
28 сентября 1958 конституционный референдум утвердил новый Основной закон. 4 октября 1958 вступила в действие Конституция Пятой республики, расширившая полномочия главы государства. 21 декабря 1958 президентом Франции избран Шарль де Голль. Возвращение генерала к государственной власти побудило соратников к воссозданию голлистской силовой структуры.

## «Параллельная полиция» де Голля

### Идеи и кадры
15 декабря 1959 ветераны FFL и RPF во главе с Пьером Дебизе учредили Service anticommuniste — Антикоммунистическую службу (SAC). По просьбе де Голля, который позиционировался как президент всех французов, название была изменено с сохранением аббревиатуры. 4 января 1960 зарегистрирована в качестве общественной ассоциации Service d’action civique — Служба гражданского действия (SAC).
Новая структура происходила от SO RPF, но не ограничивалась охранными задачами. В уставе SAC характеризовалась как «ассоциация для защиты и продвижения мыслей и действий генерала де Голля». Организация имела важную политико-идеологическую составляющую, основанную на национал-консерватизме, республиканстве, наследии ВФР и Сопротивления, традиционных ценностях французской цивилизации. Олицетворением этих идей и ценностей считался генерал де Голль. Своими врагами SAC обозначила коммунизм, марксизм, сепаратизм, иные антиреспубликанские силы, геополитических конкурентов Франции, персональных противников де Голля.
SAC тесно взаимодействовала с голлистскими партиями — ЮНР, ЮДР, ОПР. Однако активисты SAC не обязательно в этих партиях состояли. На первом месте для них стоял лично де Голль. Поль Комити образно охарактеризовал этот феномен: «Христиане, которые идут прямо к Господу, минуя священника». Эмблемой SAC являлся лотарингский крест.
Кадровое ядро SAC насчитывало 3—4 тысячи человек. Общая численность доходила до 10 тысяч, иногда до 20 тысяч. Штаб-квартира располагалась в Париже на улице Сольферино, 5 (ранее там находились офис RPF, база SO и кабинет де Голля). Первым президентом SAC стал Пьер Дебизе, вице-президентом — бывший руководитель территориального аппарата RPF Серж Планте. Личную охрану президента возглавил Поль Комити. В организацию вступили будущие министры Шарль Паскуа и Жак Годфрен. Ключевой фигурой и «крёстным отцом» SAC оставался Жак Фоккар — генеральный секретарь по делам Африки и Мадагаскара имел постоянный доступ к президенту.
Подавляющее большинство лидеров и активистов SAC были сторонниками сохранения французской колониальной империи, прежде всего удержания Алжира. Согласие де Голля предоставить Алжиру независимость у многих вызвало шок. В 1960 подал в отставку Пьер Дебизе. В рядах SAC обозначились признаки раскола и деморализации. Однако эти процессы были быстро остановлены жёсткими дисциплинарными мерами Фоккара. На посту президента SAC Пьера Дебизе сменил Поль Комити.

### Охрана и политика
Основой деятельности SAC оставались функции охраны и безопасности голлистского движения. Продолжались столкновения с коммунистами и тайные спецоперации. Жёсткие акции совершались против корсиканских сепаратистов ФНОК (при том, что Поль Комити был корсиканского происхождения). Специалисты SAC организовали секьюрити партии ЮНР, затем ЮДР и ОПР.
SAC развивала и собственную политическую активность. Сформировалась разветвлённая организационно-политическая сеть голлизма, через SAC управляемая Фоккаром. SAC приобрела репутацию не только «преторианцев Генерала» и «гвардии верных», но и «параллельной полиции», важного орудия деголлевской политики. Служба активно работала в структурах гражданского общества, расширяя влияние и укрепляя позиции де Голля. Стояла на позициях голлизма и тесно сотрудничала с SAC Французская конфедерация труда (ФКТ) Жака Симакиса — корпоративистское профобъединение, жёстко противостоявшее прокоммунистической ВКТ. Силовые столкновения между голлистскими и коммунистическими боевиками происходили обычно именно по линии межпрофсоюзной конфронтации. В то же время имела место определённая конкуренция SAC c Национальной ассоциацией поддержки действий генерала де Голля, которую возглавлял Пьер Лефран.
Наряду с ФКП, опасным противником де Голля являлась неофашистская группировка ОАС. Ультраправые террористы добивались удержания Алжира, свержения республиканского строя во Франции и установления военной диктатуры. Штаб-квартиру SAC на улице Сольферино пришлось значительно укрепить с учётом возможных терактов.
Борьба против ОАС велась адекватно жёсткими методами, но не являлась исключительной прерогативой SAC. Против ОАС действовали «барбузы» — Движение за сообщество (MPC). Во главе MPC стояли проверенные кадры RPF и SO — Жак Доэр, Доминик Поншардье, Пьер Лемаршан, Люсьен Биттерлен и другие. Однако Многие боевики MPC состояли также в SAC. На правительственном уровне MPC курировали министры Роже Фрей и Александр Сангинетти — участник создания SAC.
По информации ряда источников, SAC имела оперативные связи с криминальными структурами. Среди французских гангстеров встречались и убеждённые националисты-голлисты, и участники Сопротивления (хотя не меньше было коллаборационистов и левоориентированных авторитетов). Наиболее известными фигурами такого плана были лионские авторитеты Жан Оже и Эдмон Видаль, марсельский авторитет Константин Трамини, гренобльский авторитет Доминик Маттеи, парижский бандит Кристиан Давид. Оргпреступные сообщества сотрудничали в теневых операциях SAC, предоставляли свои кадры для массовых голлистских мероприятий. Несколько раз возникали казусы, когда при аресте известные гангстеры предъявляли полиции карточки, похожие на удостоверения SAC.
Жак Фоккар в президентском аппарате де Голля курировал африканскую политику, работал над геополитическим проектом Франсафрика. В этой связи предполагалось участие SAC в африканских тайных операциях странах, включая вербовку наёмников. Пьер Дебизе по поручению Фоккара несколько лет являлся советником президента Чада Франсуа Томбалбая и президента Габона Омара Бонго. Долго держались подозрения о причастности SAC к похищению марокканского оппозиционного лидера Махди Бен Барки — противника репрессивной политики короля Марокко Хасана II, союзника де Голля.

### В мае 1968
Рубежом в истории SAC, как и Франции в целом, стал конец 1960-х. Красный май 1968 расценивался как начало гражданской войны, нападение врага на Францию.
SAC и аффилированные структуры решительно поддерживали де Голля, проводили контракции, старались блокировать левых, совершали силовые нападения. Жак Годфрен, Пьер Лефран и Ив Лансьен инициировали создание Комитетов защиты республики (CDR) — гражданских групп противодействия «подрывному меньшинству». При участии SAC и при непосредственной поддержке Фоккара правые студенты-голлисты организовали Национальный межуниверситетский союз (UNI) во главе с Сюзанной Мартон и Жаком Ружо.
30 мая 1968 SAC активно участвовала в массовой демонстрации сторонников де Голля на Елисейских полях. Акция собрала, по разным оценкам, от трёхсот тысяч до миллиона участников. Общественная атмосйфера и положение в стране резко изменились. Главными организаторами являлись Жак Фоккар и Пьер Дебизе.

## После де Голля

### При Помпиду
Шарль де Голль ушёл в отставку 28 апреля 1969, после неуспешного исхода референдума о создании корпоративного сената (установка в духе идеологии SAC). «Я никогда не забуду неутомимой верности, которую бойцы SAC продемонстрировали мне на службе Франции», — говорилось в письме генерала на имя Поля Комити.
Новый президент Жорж Помпиду тоже принадлежал к окружению де Голля, но не уровня «баронов» типа Фоккара. Преемник представлял «либеральный неоголлизм», который ортодоксальные приверженцы генерала считали отступлением от основ. Ветераны SAC не воспринимали Помпиду как адекватного наследника де Голля. Помпиду, со своей стороны, настороженно относился к SAC. Он требовал чистки организации от «сомнительных» кадров, особенно из криминальных структур. Ситуацией пытался воспользоваться Шарль Паскуа, претендовавший на руководство SAC. Однако Жак Фоккар, консолидировавший костяк голлистской традиции, взял верх в этом соперничестве. Ему удалось наладить деловое взаимодействие с Помпиду. Паскуа пришлось выйти из SAC, в дальнейшем он формировал партийные службы безопасности.
Фоккар и Дебизе, вновь официально возглавивший SAC с 1969, стояли на позициях традиционного голлизма. Это касалось и идеологии, и политической методологии. Период 1968—1970 был отмечен новым всплеском политического насилия. Столкновения членов SAC с коммунистами оборачивались драками, избиениями, иногда применялось холодное и огнестрельное оружие. SAC оставалась стержневой структурой голлистских организаций. Через Службу осуществлялась координация профсоюзной ФКТ, студенческого UNI, общегражданских CDR. В Национальном собрании SAC пользовалась поддержкой около тридцати депутатов, что составляло немногим более 10 % фракции ЮДР. Они проводили согласованную с Фоккаром линию по законодательству безопасности. При этом конспиративные принципы функционирования SAC исключали афиширование парламентских связей.
Кончина Шарля де Голля в 1970 способствовала значительным переменам в SAC. Идеологическая выдержанность и кадровый отбор стали менее тщательными. Собственно голлизм отступил на второй план — главным критерием сделался антикоммунизм и антимарксизм. В Службе появились ультраправые, даже неофашисты и бывшие члены ОАС. Скандальный резонанс имели судебные процессы, выявившие криминальные связи SAC, особенно в Лионе.

### При Жискар д’Эстене
В 1974 во Франции произошла смена власти: после кончины Жоржа Помпиду президентом был избран Валери Жискар д’Эстен. Новый глава государства представлял правый лагерь, но не голлизм, а либеральный Союз за французскую демократию. Отношение высшей власти и SAC ещё сильнее осложнились и ухудшились. Жак Фоккар был отстранён от государственной должности.
Политический и силовой потенциал SAC заметно снизился. Лидером голлистского движения с середины 1970-х являлся Жак Ширак, у которого сложились непростые отношения с Фоккаром. С другой стороны, сотрудничать с SAС стремился министр внутренних дел, жёсткий антикоммунист Мишель Понятовский.
Серьёзным ударом по репутации стали драматичные события в Реймсе 1977: профорг ФКТ Клод Леконт расстрелял забастовочный пикет ВКТ — один человек убит, двое ранены. Леконт был членом SAC, что особо отмечалось в многочисленных комментариях.

## Резня и завершение
На выборах 1981 SAC фактически не имела своего кандидата. Ширак не являлся для ветеранов «настоящим голлистом», либерал Жискар д’Эстен был политическим оппонентом, социалист Франсуа Миттеран, поддержанный ФКП, представлял враждебный левый лагерь. Пьер Дебизе даже полагал предпочтительным избрание Миттерана — он был уверен, что социалисты быстро потерпят политическое банкротство и потеряют власть.
Победу одержал Миттеран. Ликвидация SAC стала вопросом короткого времени. В некоторых низовых организациях возникли панические настроения. Результатом стало жестокое преступление в Орьоле.
19 июля 1981 был убиты офицер полиции и марсельский функционер SAC Жак Массье вместе с женой, тестем, тёщей, шурином и семилетним сыном. Преступниками оказались шестеро членов SAC (бизнесмен, рабочий, учитель, три почтальона). Следствие установило мотив: убийцы опасались, что осведомлённый Массье передаст в распоряжение нового правительства компрометирующие материалы (также он замечался в хищениях средств Службы).
Компрометация SAC в результате «Орьольской резни» оказалась несравнимо разрушительней, нежели любая информация, которую теоретически мог передать Массье. Перед судом предстали в общей сложности четырнадцать человек, шестеро приговорены к различным срокам заключения. Специальная парламентская комиссия расследовала деятельность SAC с 1959 года. Служба была сильнейшим образом дискредитирована в глазах общественности. 28 июля 1982 президент Миттеран издал указ о роспуске SAC.

## Память и традиция
17 ноября 1981 было создано Движение инициативы и свободы (MIL). Среди учредителей MIL были Жак Фоккар, Пьер Дебизе, лидер UNI Жак Ружо, в организацию вступили Жак Годфрен и Шарль Паскуа. Изначально MIL воспринималось как «оплот жёсткого голлизма» и своего рода продолжение SAC. Идеологическое и кадровое наследие SAC действительно бросалось в глаза, хотя Дебизе заявлял об отсутствии организационного преемства.
В современной Франции преобладает негативная репутация SAC как организации, практиковавшей насилие и связанной с криминалом. Однако деятели SAC вспоминаются как «люди идеи и дела», искренние в своих принципах и в верности своему лидеру, много сделавшие для становления Франции.

## В кинематографе
- День Шакала режиссёра Фреда Циннемана (1973)
- Следователь Файяр по прозвищу Шериф режиссёр Ив Буассе (1977)
- J’ai vu tuer Ben Barka directed by Serge Le Péron (2005)
- L’Affaire Ben Barka directed by Jean-Pierre Sinapi (2007)